# Haradski-Stadion (Baryssau)
Das Haradski-Stadion (belarussisch Гарадскі стадыён; russisch Городской стадион; deutsch ‚Städtisches Stadion‘) ist ein Fußballstadion in der belarussischen Stadt Baryssau (belarussisch: Барысаў), Minskaja Woblasz. Der Fußballverein FK BATE Baryssau bestritt bis zur Eröffnung der Baryssau-Arena seine Heimspiele in diesem Stadion.

## Geschichte
Das Stadion ist Eigentum der Stadt Baryssau, wurde im Jahr 1963 eröffnet und besitzt momentan 5.402 Plätze. Als BATE Baryssau den Einzug in die Gruppenphase der UEFA Champions League 2008/09 schaffte, wurde die Anlage renoviert, um die Stadion-Richtlinien der UEFA zu erfüllen.
Im Juli 2009 wurde dort auch die U-19-Fußball-Europameisterschaft der Frauen 2009 ausgetragen.
Der FK BATE Baryssau ließ von 2010 bis 2014 mit der Baryssau-Arena ein eigenes Stadion errichten. Es bietet 13.126 Zuschauern Platz und wurde am 3. Mai 2014 mit dem Pokalfinale 2013/14 eröffnet.

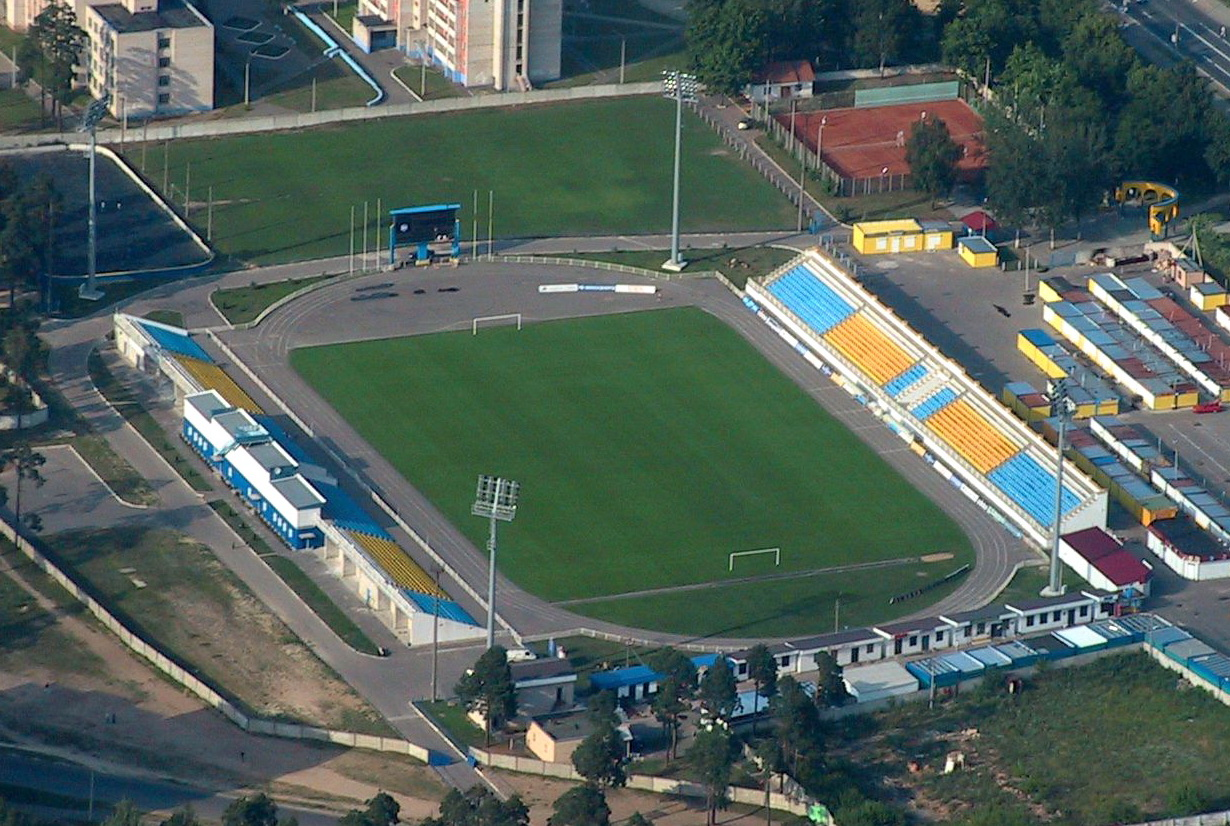
Luftbild des Stadions